# Райнер Сарнет
Райнер Сарнет (ест. Rainer Sarnet, 3 березня 1969, Раквере, Естонія) —  естонський режисер кіно і театру, лауреат національних та міжнародних премій. Його фільм "Листопад" (2017) був висунутий від Естонії на здобуття Премії  Американської академії кінематографічних мистецтв і наук  «Оскар», але не увійшов до шорт-листа кращих фільмів іноземною мовою.

## Біографія
Райнер Сарнет народився в естонському місті Раквере в 1969 році. Режисер згадує його як маленьке містечко, де все було «на відстані витягнутої руки». Особливо великий вплив на підлітка мав, за його словами, середньовічний замок в Раквере, напівзруйнований і доступний для дітей під час ігор.
Сарнет закінчив середню школу № 3 в Раквере, а потім Талліннський університет в 1998 році за спеціальністю «кінорежисура» . Працював художником-мультиплікатором, пізніше вступив на режисерські курси. Після їх закінчення зняв кілька випусків мультиплікаційних серіалів. Вивчати монтаж та інші елементи кіновиробництва Райнер розпочав після вступу до школи кіно, заснованої Арво Іхо. Першим ігровим фільмом Сарнет стала десятихвилинна німа стрічка «Морська хвороба» (ест. «Merehaigus»). Копія оригіналу фільму, яка брала участь у кінофестивалях, була загублена, однак збереглася її відеоверсія, яка була видана на DVD.
У 2005 році Сарнет поставив повнометражний телефільм "Прокляття перевертня" (ест. «Libahundi needus») . Роком пізніше Райнер зняв кіноновелу «Невловиме диво» (ест. Tabamata ime) за однойменною п'єсою Едварда Вільде 1912 року, присвяченою проблемам національної культури. Його робота разом з фільмами ще ряду естонських режисерів увійшла в однойменний кіноальманах.
Через рік, у 2007 році режисер зняв свій перший повнометражний художній кінофільм («Куди йдуть душі») (ест. «Kuhu põgenevad hinged»), який оповідає про складний процес дорослішання сучасної дівчинки-підлітка: на тлі народження матір'ю 15-річної головної героїні фільму дитини від її вітчима режисер «створює і виносить на суд глядача особливий жіночий світ», складне переплетення почуттів ревнощів, самотності, потреби в увазі — «невід'ємних частин людської суті».
. 

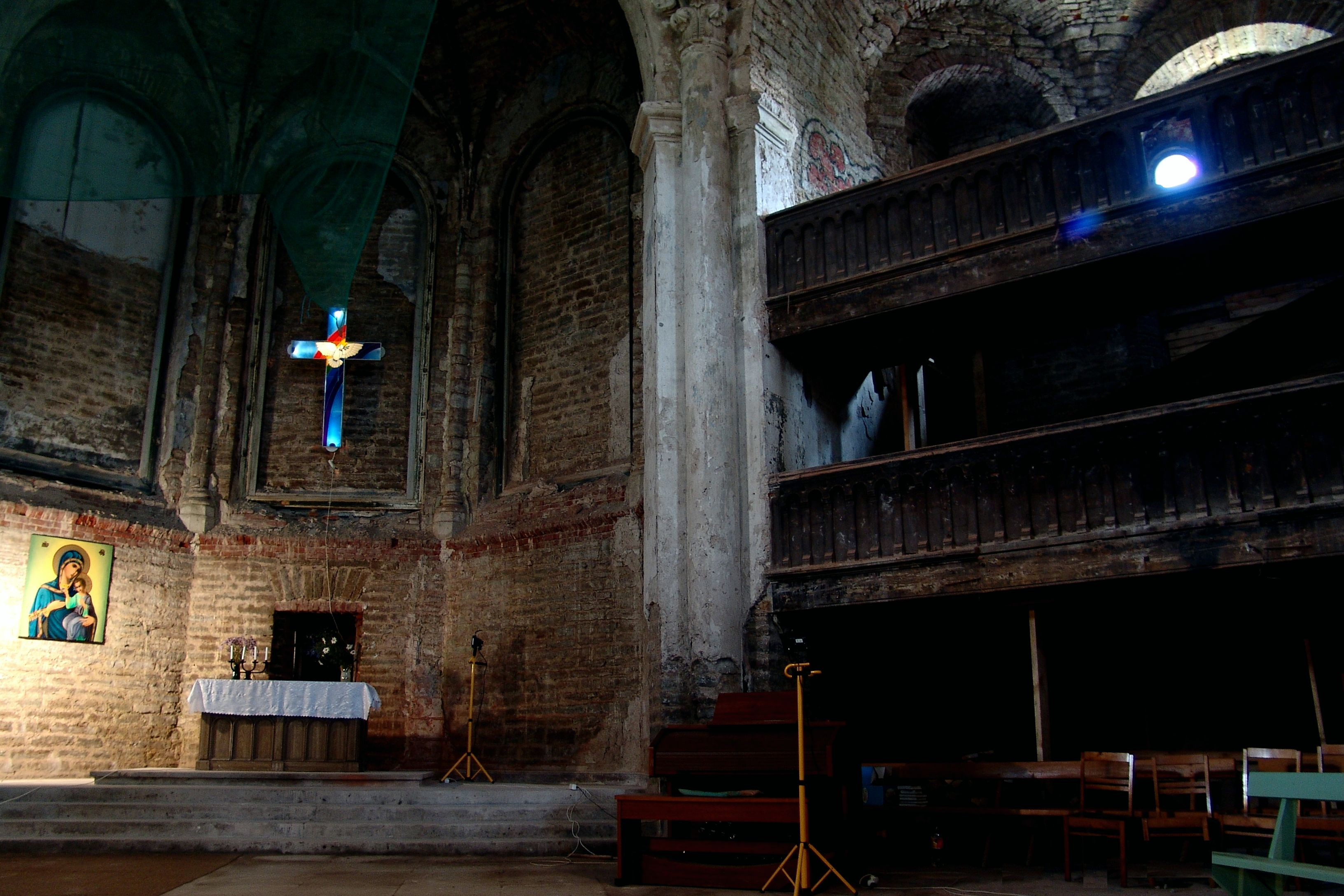
Олександрівський собор, де відбувалося знімання фільму «Ідіот». інтер'єр

У 2017 році Райнер Сарнет зняв чорно-білу притчу «Листопад» (ест. «November») спільного виробництва Естонії,  Польщі і  Нідерландів. В основу сценарію фільму була покладена книга естонського письменника Андруса Ківірягка «Вартовий, або листопад» (ест. «Rehepapp ehk November», 2000). Фільм був включений у конкурсну програму Міжнародного кінофестивалю "Трайбека", де оператор фільму отримав Приз журі . Фільм демонструвався в США і привернув увагу кінокритиків. Оператор фільму був також удостоєний нагороди  Товариства кінематографістів США, на Кінофестивалі у Вірджинії (ест. Virginia Film Festival нагороди був удостоєний сам Райнер Сарнет за режисуру. На фестивалі «Фантаспорто» фільм отримав дві нагороди: Приз журі і як Кращий художній фільм, на міжнародному Мінському кінофестивалі він став переможцем у двох номінаціях — Гран-прі та Приз Юрія Марухіна. На Талліннському кінофестивалі «Темні ночі» він був визнаний Кращим естонським фільмомОглядач The New York Times відзначала у фільмі красу візуального рішення, гостроту поставлених моральних проблем, вміле використання національного фольклору і безумство в стилі гурту  «Монті Пайтон» .
Оглядач The Hollywood Reporter знайшов у фільмі мотиви і вплив ранньої творчості  канадського режисера-експериментатора Гая Меддіна і фільмів  чеського аніматора  Яна Шванкмайера. Він зазначає незвичайний образ примітивного робота — Кратта (Kratt). Зроблений з того, що потрапляє до рук у селянина (черепа тварини, граблів та іржавих ножів), він отримує життя від чаклуна за допомогою магії, за яку потрібно заплатити душею і підписати договір кров'ю. Кратт невпинно працює, але якщо людина не зможе зайняти його роботою, то він здатний обернутися на зло, і навіть скоїти вбивство свого господаря . На думку критика із The Boston Hassle «цей фільм не схожий ні на що, що я коли-небудь бачив». Він характеризує фільм як розповідь про кохання, що супроводжується серією химерних  віньєток із забобонів, епізодів жорстокої боротьби естонських селян за виживання і елементів повсякденного життя естонського села XIX століття. Головна героїня фільму, — селянка на ім'я Ліна, закохується в односельця Ганса, який, у свою чергу, закохався в німецьку баронесу. Героїня намагається використовувати магію в боротьбі за кохану людину. Німецький барон живе у величезній садибі, хоча вона і прийшла в занепад , пасивно спостерігаючи за хаосом, який його оточує, він ніколи не втручається в те, що відбувається навколо нього. Барон настільки відірваний від реальності, що не помічає, як естонці пробираються в його будинок і на його землю, викрадаючи все, що потрапляє під руку . 
«Листопад» відзначено премію естонських кінокритиків як кращий фільм 2017 року, він був висунутий від Естонії на здобуття Премії  Американської академії кінематографічних мистецтв і наук  «Оскар», але не увійшов до шорт-листа кращих фільмів іноземною мовою.
Театральна діяльність Райнера Сарнета пов'язана з першим приватним театром в Естонії — Театром фон Краля в Таллінні. У цьому театрі він поставив спектаклі за символістською драмою «Сніг»  Станіслава Пшибишевського у 2005 році, за п'єсою «Що сталося після того, як Нора покинула свого чоловіка, або Основи суспільності» (Was geschah, nachdem Nora ihren Mann verlassen hatte; oder Stützen der Gesellschaften) Ельфріде Єлінек у 2008 році.

## Особисте життя
Режисер воліє не поширювати інформацію про особисте життя. Він так переказує свою біографію:
 «За 48 років існування Райнер Сарнет поставив п'ять фільмів , жив з трьома жінками, накопичив близько десяти друзів, пристрасно любив Фассбіндера і ставив у театрі п'єси  Пшибишевського, і  Єлінек. У кіношколі його вважали вундеркіндом, але він отримав можливість це довести тільки 15 років по тому фільмом "Ідіот"». — Олег Сулькін. Райнер Сарнет: «Естонська міфологія щедра на жахи і моралі» 

## Особливості творчості
Режисер поєднує роботу в кіно і театрі, визнаючи, однак, принципову відмінність між ними. За його словами, в театрі місяцями перебуваєш в одному приміщенні з акторами, спілкування з якими носить надмірно інтенсивний характер, а репетиції стомлюють. У кіно можливість змінювати місце знімання і монтаж надають, навпаки, динамізм роботі.
Серед джерел свого натхнення режисер називає фільми  Андрія Тарковського,  Джима Джармуша і Райнер Фасбіндер, у творчості якого зазначає театральність і незвичайну гру артистів. Знімання одного і того ж пейзажу режисер іноді проводить в різних місцях. Так, ландшафт «Листопада» знімався у Валгамаа — національному парку Карула, в Рокка-аль-Маре, в Естонському музеї просто неба, на мизах Малла і Колга, а також на мизі Луці (Тартумаа). Потім ці пейзажі були з'єднані в єдине ціле за допомогою монтажу. Часто Сарнет знімає у своїх фільмах непрофесійних акторів. Чорно-біле кіно режисер сприймає як можливість передати реалії минулого, вигадку і фантазію.

## Фільмографія (повнометражні художні кінофільми)
| Рік  |   | Українська назва | Оригінальна назва          | Роль                |
| ---- | - | ---------------- | -------------------------- | ------------------- |
| 2007 | ф | Куди йдуть душі  | ест. Kuhu pogenevad hinged | режисер , сценарист |
| 2011 | ф | Ідіот            | ест. Idioot                | режисер , сценарист |
| 2017 | ф | У листопаді      | ест. November              | режисер , сценарист |